# Aioliops megastigma
Aioliops megastigma is een  straalvinnige vissensoort uit de familie van torpedogrondels (Ptereleotridae). De wetenschappelijke naam van de soort is voor het eerst geldig gepubliceerd in 1987 door Rennis & Hoese.